# Llaveia
Llaveia är ett släkte av insekter. Llaveia ingår i familjen pärlsköldlöss.
Kladogram enligt Catalogue of Life:
| Llaveia | \| \| Llaveia championi \| \| \| \| \| \| Llaveia mexicanorum \| \| \| \| \| \| Llaveia oaxacoensis \| \| \| \| |
|         | \| \| Llaveia championi \| \| \| \| \| \| Llaveia mexicanorum \| \| \| \| \| \| Llaveia oaxacoensis \| \| \| \| |
|         | Llaveia championi                                                                                               |
|         | |
|         | Llaveia mexicanorum                                                                                             |
|         | |
|         | Llaveia oaxacoensis                                                                                             |
|         | |